# Jesse Edge
Jesse Edge (26 de febrero de 1995 en Tauranga) es un futbolista neozelandés que juega como defensor en el Achilles '29 de la Tweede Divisie neerlandesa. Su hermano Harry también es futbolista.

## Carrera
Comenzó su carrera futbolística en el Melville United. En 2011 llamó la atención de la franquicia de su región, el Waikato, que lo contrató de cara a la ASB Premiership 2011/12. Luego de una temporada y media jugando de titular en el club de Hamilton, en enero de 2013 fichó para el Vicenza Calcio italiano. En 2015, luego de quedar libre, regresó a Nueva Zelanda para firmar con el Auckland City. Dejó el elenco en 2016 para regresar a Europa tras haber firmado con el Písek de República Checa. A principios de 2017 pasó al Achilles '29 de los Países Bajos. 

### Clubes
| Club          | País            | Año             |
| ------------- | --------------- | --------------- |
| Waikato       | Nueva Zelanda   | 2011 - 2012     |
| Vicenza       | Italia          | 2013 - 2015     |
| Auckland City | Nueva Zelanda   | 2015 - 2016     |
| Písek         | República Checa | 2016            |
| Achilles '29  | Países Bajos    | 2017 - Presente |

### Selección nacional
En 2011 disputó la Copa Mundial Sub-17, en donde Nueva Zelanda alcanzó los octavos de final. En 2013 representó a la selección Sub-20 en el Campeonato de la OFC y fue convocado para el Mundial de ese año, aunque no logró jugar ningún encuentro. Dos años más tarde logró disputar dos encuentros en la campaña neozelandesa durante la Copa de 2015.
Fue convocado por primera vez para jugar con la selección mayor para dos amistosos ante China y Tailandia en 2014, aunque no llegó a disputar ninguno de los dos partidos.